# Clifford Smith
Clifford Smith (1894–1937) var en filminstruktør fra USA, som også af og til optrådte som skuespiller og filmproducer. Han instruerede over 80 film mellem 1915 og 1937 og flere filmserier. Meget af hans arbejde var for Universal Pictures. Han lavede primært westerns og arbejdede bl.a. med en filmstjerne som William S. Hart.

## Udvalgt filmografi
- The Apostle of Vengeance (1916)
- The Devil Dodger (1917)
- One Shot Ross (1917)
- The Boss of the Lazy Y (1917)
- The Learning of Jim Benton (1917)
- The Medicine Man (1917)
- The Red-Haired Cupid (1918)
- The She Wolf
- The Cyclone (1920)
- 3 Gold Coins (1920)
- Crossing Trails (1921)
- Daring Danger[2] (1922)
- Ridgeway of Montana (1924)
- The Back Trail (1924)
- Singer Jim McKee (1924)
- Fighting Fury (1924)
- The Sign of the Cactus (1925)
- A Roaring Adventure (1925)
- Ridin' Thunder (1925)
- Bustin' Thru (1925)
- The White Outlaw (1925)
- The Call of Courage (1925)
- The Fighting Peacemaker (1926)
- The Wild Horse Stampede (1926)
- The Desert's Toll (1926)
- The Man in the Saddle (1926)
- The Terror (1926)
- The Phantom Bullet (1926)
- Sky High Corral (1926)
- The Demon (1926)
- Rustlers' Ranch (1926)
- A Six Shootin' Romance (1926)
- The Ridin' Rascal (1926)
- The Scrappin' Kid (1926)
- The Set-Up (1926)
- The Arizona Sweepstakes (1926)
- Open Range (1927)
- Loco Luck (1927)
- The Valley of Hell (1927)
- The Three Outcasts (1929)
- The Texan (1932)
- Five Bad Men (1935)
- Wild West Days (1937, filmserie)
- Radio Patrol (1937, filmserie)
- Secret Agent X-9 (1937, filmserie)
- Jungle Jim (1937, filmserie)

## Eksterne links
- Wikimedia Commons har flere filer relateret til Clifford Smith
- Clifford Smith på Internet Movie Database (engelsk)
- Clifford Smith på The Movie Database (engelsk)